# John Hayden
John Hayden (* 14. Februar 1995 in Chicago, Illinois) ist ein US-amerikanischer Eishockeyspieler, der seit Juli 2022 bei den Seattle Kraken in der National Hockey League unter Vertrag steht und parallel für deren Farmteam, die Coachella Valley Firebirds, in der American Hockey League zum Einsatz kommt. Zuvor war der Flügelstürmer in der NHL bereits für die Chicago Blackhawks, New Jersey Devils, Arizona Coyotes und Buffalo Sabres aktiv.

## Karriere

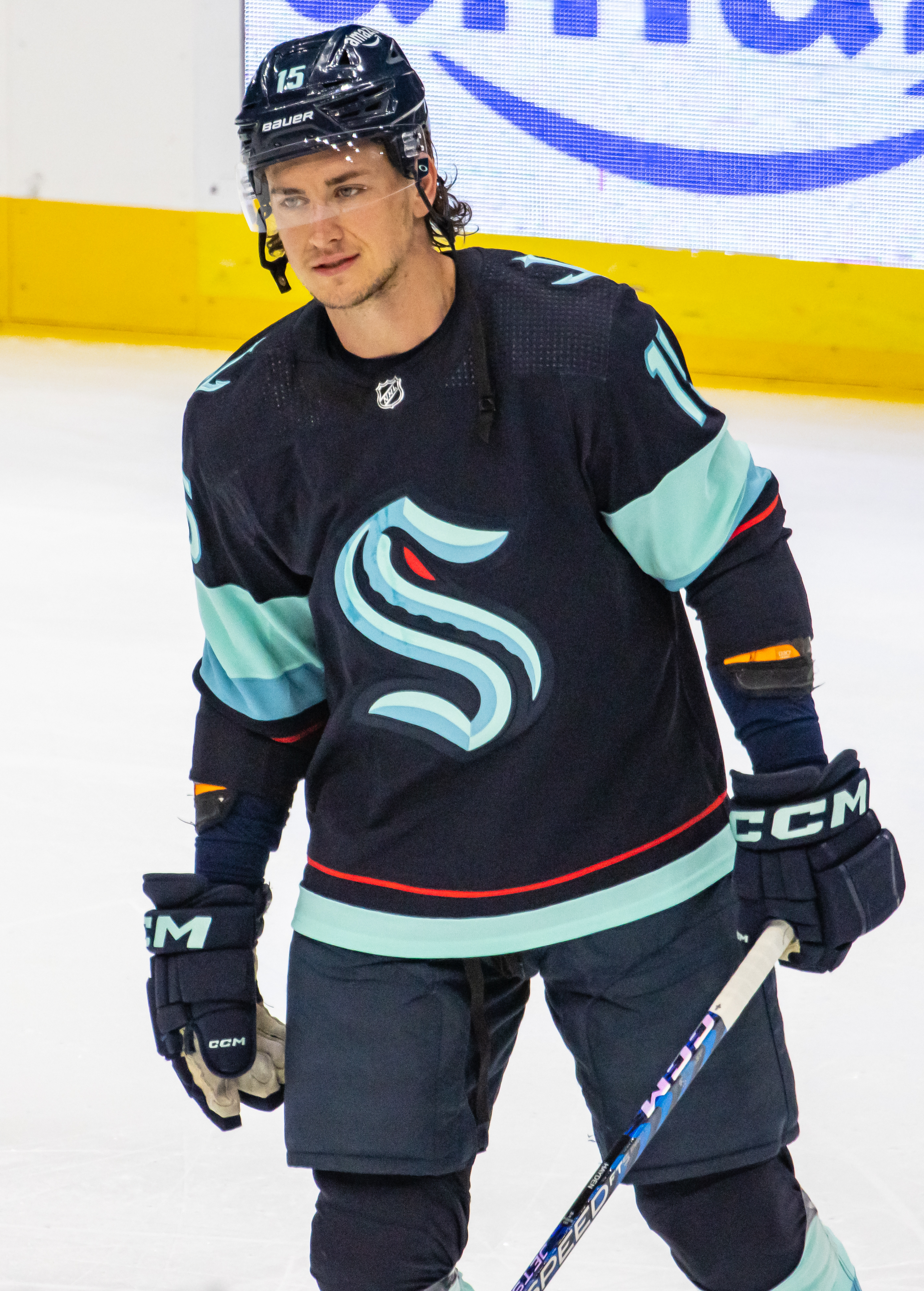
Hayden m Trikot der Seattle Kraken (2023)

John Hayden wurde in Chicago geboren, wuchs allerdings in Greenwich im Bundesstaat Connecticut auf, wo er in seiner Jugend die Brunswick School besuchte und für deren Eishockey-Team in der regionalen High-School-Liga spielte. Zur Saison 2011/12 wechselte der Angreifer in das USA Hockey National Team Development Program (NTDP), die zentrale Talenteschmiede des US-amerikanischen Eishockeyverbands USA Hockey. Mit den Auswahlen des NTDP nahm er am Spielbetrieb der United States Hockey League (USHL) teil, der höchsten Juniorenliga des Landes. Zudem fungieren die Teams der Programms als Nachwuchs-Nationalmannschaften, sodass Hayden an der World U-17 Hockey Challenge 2012 sowie der U18-Weltmeisterschaft 2013 teilnahm und dort jeweils die Silbermedaille gewann. Nach zwei Spielzeiten schied er altersbedingt aus dem NTDP aus und wurde anschließend im NHL Entry Draft 2013 an 74. Position von den Chicago Blackhawks aus seiner Geburtsstadt ausgewählt.
Im Herbst 2013 schrieb sich Hayden an der Yale University ein und begann dort ein Studium der Politikwissenschaft, während er parallel für die Yale Bulldogs in der Eastern College Athletic Conference (ECAC) am Spielbetrieb der National Collegiate Athletic Association (NCAA) teilnahm. In Yale steigerte der US-Amerikaner seine persönliche Statistik von Jahr zu Jahr, sodass er in der Spielzeit 2016/17 als Mannschaftskapitän der Bulldogs mit 34 Scorerpunkten aus 33 Spielen erstmals einen Punkteschnitt von über 1,0 erreichte und infolgedessen ins ECAC Second All-Star Team gewählt wurde. Ferner vertrat er die U20-Nationalmannschaft der USA bei der U20-Weltmeisterschaft 2015 und belegte dort mit dem Team den fünften Platz.
Nach dem Ende der College-Saison unterzeichnete Hayden im März 2017 einen Einstiegsvertrag bei den Chicago Blackhawks. In der Folge gab der Stürmer sein Debüt in der National Hockey League (NHL) und kam bis zum Saisonende auf insgesamt 13 Einsätze für die Blackhawks. Im Rahmen der anschließenden Vorbereitung auf die Spielzeit 2017/18 konnte Hayden seinen Platz in Chicagos Aufgebot vorerst verteidigen.
Nach etwas mehr als zwei Jahren in der Organisation der Blackhawks wurde Hayden im Juni 2019 im Tausch für John Quenneville an die New Jersey Devils abgegeben. Dort beendete er die Spielzeit 2019/20 und schloss sich in der Folge im Oktober 2020 als Free Agent den Arizona Coyotes an. In gleicher Weise wechselte er im Juli 2021 zu den Buffalo Sabres. Zudem gab er im Rahmen der Weltmeisterschaft 2022 sein Debüt für die A-Nationalmannschaft seines Heimatlandes. Nach einem Jahr in Buffalo schloss er sich im Juli 2022, abermals als Free Agent, den Seattle Kraken an.

## Erfolge und Auszeichnungen
- 2012 Silbermedaille bei der World U-17 Hockey Challenge
- 2013 Silbermedaille bei der U18-Weltmeisterschaft
- 2017 ECAC Second All-Star Team

## Karrierestatistik
Stand: Ende der Saison 2024/25

### International
Vertrat die USA bei:
- World U-17 Hockey Challenge 2012
- U18-Weltmeisterschaft 2013
- U20-Weltmeisterschaft 2015
- Weltmeisterschaft 2022

(Legende zur Spielerstatistik: Sp oder GP = absolvierte Spiele; T oder G = erzielte Tore; V oder A = erzielte Assists; Pkt oder Pts = erzielte Scorerpunkte; SM oder PIM = erhaltene Strafminuten; +/− = Plus/Minus-Bilanz; PP = erzielte Überzahltore; SH = erzielte Unterzahltore; GW = erzielte Siegtore; 1 Play-downs/Relegation; Kursiv: Statistik nicht vollständig)